# Estero Collico
Estero Collico är ett vattendrag i Chile.   Det ligger i regionen Región de la Araucanía, i den södra delen av landet, 600 km söder om huvudstaden Santiago de Chile.
I omgivningarna runt Estero Collico växer i huvudsak blandskog. Runt Estero Collico är det glesbefolkat, med 15 invånare per kvadratkilometer.